# Charles Herman Helmsing
Charles Herman Helmsing (Shrewsbury, 23 marzo 1908 – 20 dicembre 1993) è stato un vescovo cattolico statunitense.

## Biografia
Monsignor Charles Herman Helmsing nacque a Shrewsbury il 23 marzo 1908.

### Formazione e ministero sacerdotale
Il 10 giugno 1933 fu ordinato presbitero per l'arcidiocesi di Saint Louis. Tra i suoi primi incarichi pastorali vi fu quello di vicario parrocchiale di due parrocchie dove, oltre ai doveri parrocchiali sacramentali, istruiva i bambini e gli adulti che cercavano di entrare nella Chiesa cattolica. Nel 1934 iniziò un periodo di dodici anni di insegnante di inglese, religione e storia nella scuola media del seminario diocesano e alla Rosati-Kain High School di Saint Louis. Divenne poi direttore della Società della propagazione della fede e alla fine prestò servizio come segretario-tesoriere della Conferenza sulla vita rurale e sulle missioni domestiche dell'arcidiocesi. Dopo la sua nomina a cardinale, l'arcivescovo John Joseph Glennon nominò padre Helmsing suo segretario, anche se egli inizialmente lamentò il fatto di non avere esperienza in quel campo.

### Ministero episcopale
Il 17 marzo 1949 papa Pio XII lo nominò vescovo ausiliare di Saint Louis e titolare di Assume. Ricevette l'ordinazione episcopale il 19 aprile successivo dall'arcivescovo metropolita di Saint Louis Joseph Elmer Ritter, co-consacranti il vescovo ausiliare di Saint Louis John Patrick Cody e il vescovo ausiliare di Salt Lake City Leo John Steck.
Il 24 agosto 1956 papa Pio XII lo nominò vescovo della nuova diocesi di Springfield-Cape Girardeau. Prese possesso della diocesi il 28 novembre successivo.
All'arrivo nella nuova diocesi, monsignor Helmsing riconobbe subito che avrebbe dovuto basarsi sugli sforzi eroici di coloro che lo avevano preceduto: i missionari che avevano seguito i corsi d'acqua, le ferrovie e le autostrade per portare la fede ai coloni del Missouri meridionale. Diede particolare riconoscimento a monsignor Louis-Guillaume-Valentin Dubourg, a monsignor Giuseppe Rosati e ai suoi compagni vincenziani, a padre Bernard Donnelly, l'apostolo di Kansas City, e ai missionari gesuiti, che avevano servito tutti i cattolici della zona e cercarono di evangelizzare le altre persone.
La sua nuova diocesi consisteva di 39946 km² di territorio in precedenza parte della diocesi di Kansas City (oggi diocesi di Kansas City-Saint Joseph) e dall'arcidiocesi di Saint Louis. Comprendeva le contee meridionali dal fiume Mississippi ad ovest lungo il confine con l'Arkansas fino al confine occidentale del Missouri. I duplici compiti pastorali erano di soddisfare le esigenze dei cattolici dell'area e di raggiungere persone di diverse confessioni. Si rese presto necessaria l'edificazione di nuove chiese e missioni per le necessità dei fedeli. Anche la predicazione di strada durante l'estate da parte di giovani seminaristi e sacerdoti servì nello sforzo di evangelizzazione. Programmi intensivi di catechesi e un crescente sistema scolastico cattolico servirono entrambi i gruppi. Nelle missioni, situate prevalentemente nel sud-est della diocesi, sacerdoti appena ordinati lavoravano con pastori esperti.
Durante l'episcopato di monsignor Helmsing, i monaci cistercensi della stretta osservanza (trappisti) aprirono l'abbazia dell'Assunzione. Essi giunsero nel 1950 da Ava e dall'abbazia di New Melleray in Iowa per stabilire una comunità monastica nel sud del Missouri. L'abbazia è situata negli aspri e boscosi Ozark, vicino a corsi d'acqua limpidi e a un piccolo fiume. Dopo la seconda guerra mondiale, i trappisti avevano visto un grande rinnovamento e una rapida crescita e fu possibile fondare nuovi monasteri in Asia e in America meridionale. Fu in questo contesto che l'abbazia di New Melleray poté aprire un nuovo monastero nel Missouri. Monsignor Helmsing accolse la loro presenza nel Missouri meridionale a causa della loro continua preghiera per tutti i fedeli della diocesi e per tutto il mondo.
È sempre di primaria importanza per i leader della Chiesa essere forti sostenitori della vita spirituale nelle loro cariche. Una delle prime spinte spirituali del nuovo vescovo fu quella di pubblicare una lettera pastorale che promuovesse la devozione al Sacro Cuore di Gesù per la salvezza e la santificazione di tutti. In tal modo unì tutti i suoi sforzi e i servizi di tutto il clero, dei religiosi e dei laici sotto la sua guida nella missione di base del Vangelo.
Sentendo una sua grande responsabilità per i suoi sacerdoti, continuò la tradizione iniziata dall'arcivescovo di Saint Louis Joseph Elmer Ritter di nutrire la loro vita interiore con regolari giorni mensili di ritiro e con ritiri annuali. A tale scopo, gli oblati di Maria Immacolata offrirono il loro seminario a Carthage e i padri vincenziani il loro seminario a Cape Girardeau come luoghi di riunione del clero ai lati dello Stato del Missouri. I sacerdoti ottennero quindi un accesso ragionevole a riunioni regolari per la preghiera e l'incoraggiamento reciproco.
Il vescovo esortò i laici a partecipare all'Apostolato della Preghiera per santificare tutti i momenti della loro vita e li incoraggiò a impegnarsi in una varietà di società e organizzazioni come sbocchi per il loro zelo apostolico. Le società già costituite, come la Società di San Vincenzo de' Paoli e la Legione di Maria, furono rinforzate.
Fin dall'inizio la diocesi di Springfield-Cape Girardeau fu vivace e in salute. Essa contava inizialmente 55 parrocchie e 32 chiese missionarie. Queste erano serviti da 70 preti diocesani, 51 religiosi di 5 comunità e 311 religiose di 20 comunità.
In termini di istituzioni educative, oltre ai due seminari minori già menzionati, erano attive 30 scuole elementari parrocchiali e tre scuole superiori interparrocchiali: la Cape Girardeau Catholic High School a Cape Girardeau, la St. Agnes Regional High School a Springfield e la St. Henry Regional High School di Charleston. Le scuole private includevano la Eifindale (St. de Chantal Elementary Academy of the Visitation) a Springfield e due scuole superiori: l'Arcadia College and Ursuline Academy di Arcadia e la McAuley Regional High School a Joplin.
A soddisfare i bisogni sanitarie della popolazione vi erano sei ospedali generali fondati e gestiti da comunità religiose da est a ovest: il St. John's Hospital a Springfield, il St. Francis Hospital di Cape Girardeau, il St. Mary of the Ozarks (Arcadia Valley Hospital) a Ironton, il St. John's Hospital a Joplin, il St. Vincent's Hospital a Monett e il St. Francis: Mountain View Memorial Hospital a Mountain View. A Springfield il Mercy Hospital era un ospedale speciale per pazienti che necessitavano di cure per malattie croniche.
La struttura amministrativa della nuova diocesi aveva bisogno di essere plasmata. Con il permesso dell'arcivescovo metropolita di Saint Louis Joseph Elmer Ritter, padre John H. Westhues fu chiamato a servire nella diocesi. La sua laurea in diritto canonico conseguita a Roma e la sua esperienza nel sud del Missouri gli diedero esperienza per creare le necessarie forme di cancelleria e per originare un annuario che descrivesse i servizi resi ai fedeli della diocesi.
La nuova diocesi fu in grado di avere un buon inizio finanziario in quanto le diocesi originarie ammortizzarono i debiti in sospeso. L'avvio di una campagna annuale di raccolta fondi, che continua fino ai giorni nostri, fruttò 50 000 dollari nel primo anno e raggiunse una cifra di due milioni di dollari nelle ultime campagne. Nel 1958 la colletta per la Società della propagazione della fede raccolse 52 977 dollari. Questo contributo di una diocesi missionaria si classificò quinto nella nazione per donazioni pro-capite.
Al servizio dello sforzo di evangelizzazione vi erano le Motor Missions, operative da più di vent'anni al momento della formazione della nuova diocesi. Iniziata dai padri vincenziani nel 1935, il programma portò i seminaristi nel Missouri meridionale a unirsi alla squadra vincenziana che viaggiava di città in città usando le tecniche di predicazione di strada per interessare il pubblico a unirsi alla Chiesa cattolica. Le Motor Missions nacquero da un'idea del vincenziano Lester Fallon, poi professore di teologia dogmatica al Kenrick Seminary di Saint Louis. Inaugurato il 21 giugno 1935, il programma Motor Missions operava prima all'interno dei confini parrocchiali di San Giovanni a Leopold.
Per trent'anni i padri vincenziani gestirono le Motor Missions, che funzionavano di solito dai primi di luglio a metà ottobre. Portarono gli insegnamenti del Vangelo e della Chiesa in fiere, carnevali, riunioni e festival. In una cabina mostrano con diapositive le storie di Gesù Cristo, i sacramenti, la vita quotidiana dei sacerdoti e la vita di una suora in un ospedale, per esempio. Erano a disposizione per parlare con chiunque fosse interessato e rispondevano alle domande dei partecipanti.
Un altro modo in cui evangelizzavano erano le visite casa per casa. Sotto la direzione dei parroci locali, le squadre di seminaristi fecero un censimento completo di un'area, visitando dalle 2 000 alle 4 000 famiglie in un'estate e distribuendo opuscoli dei Cavalieri di Colombo. Nel loro circuito scoprirono matrimoni non validi da convalidare, cattolici caduti in disgrazia, famiglie nuove e non registrate e persone alla ricerca di maggiori informazioni sulla Chiesa.
Nel 1965 la diocesi rilevò il programma delle Motor Missions dai padri vincenziani. Per la prima volta, le suore dei conventi locali si unirono alle squadre e agli uomini della Legione di Maria e del Cursillos de Cristianidad contribuendo agli sforzi di evangelizzazione. Le Motor Missions, in un vasto raggio di azione, raccolsero una ricca messe per la Chiesa.
Un piano per l'apostolato missionario, noto anche come "The Buffalo Plan", che era stato messo in funzione nel centro-sud del Missouri dal cardinale Joseph Elmer Ritter nel 1952, fu esteso al Missouri sudorientale due anni dopo e venne intitolato "The SEMO Plan". Inizialmente quattro sacerdoti furono assegnati per assistere il parroco di Caruthersville, monsignor Joseph Huels, nella vasta area che comprende Steele, Kennett, Malden e Wilhelmina. Mentre il ministero si espandeva, monsignor Huels e il centro della missione si trasferirono nella parrocchia del Sacro Cuore a Poplar Bluff. Nel 1955 anche il ministero di padre Syl Bauer si stava espandendo. Sette sacerdoti coprirono l'area delle pianure occidentali con Willow Springs, Mountain View e West Plains che fungevano da "centri", mentre la White Church divenne il "quartier generale". Queste stazioni offrivano servizi a Cabool, Houston, Eminence e Thayer. Da questo sforzo nacquero una nuova chiesa a West Plains e due chiese missionarie a Houston e Licking.
Oltre a implementare il "Plan", padre Syl Bauer contattò tutte le comunità religiose degli Stati Uniti per assumere la guida dell'ospedale di Mountain View che era stato chiuso a causa di difficoltà finanziarie. Rispose una comunità religiosa. Le Figlie di San Francesco di Lacon assunsero la guida dell'ospedale nel settembre del 1956.
Monsignor Helmsing affrontò una serie di sfide nella sua nuova missione. Probabilmente la più grande era la necessità di unificare la diocesi sparsa su 39 contee, 19 delle quali appartenevano in precedenza alla diocesi di Kansas City e 20 all'arcidiocesi di Saint Louis. Di una popolazione totale di 866 148 (censimento del 1950), il numero di cattolici si attestava sulle 28 687 unità, il 3,3 % della popolazione. Parte dello sforzo includeva la costruzione, la ricostruzione e la ristrutturazione di chiese parrocchiali, scuole e rettorie già esistenti. La chiesa del Sacro Cuore a Willow Springs fu la prima chiesa ricostruita e dedicata nella nuova diocesi, il 15 settembre 1957. Era la terza chiesa per la parrocchia.
Come il re Davide portò l'Arca dell'Alleanza a Gerusalemme per unificare il suo popolo, così la lettera pastorale del vescovo che incoraggiava la devozione al Sacro Cuore di Gesù ebbe lo scopo di unire la diocesi in una visione comune. Nelle misure pratiche per realizzare quella visione, entro il primo anno del suo mandato, il vescovo fece uno sforzo cosciente per sollecitare la collaborazione laica nelle aree della crescita spirituale, dell'evangelizzazione e degli affari temporali. Organizzò i consigli diocesani degli uomini cattolici e delle donne cattoliche e istituì il comitato diocesano per lo scautismo. Incoraggiò queste organizzazioni di leadership a livello diocesano a sostenere e promuovere altre organizzazioni come la Legione di Maria, i Cavalieri di Colombo e le Figlie di San Francesco di Sales, tra gli altri. Unì queste diverse organizzazioni introducendo cause comuni verso le quali avrebbero potuto concentrare le loro energie: il Fondo diocesano di espansione, il censimento diocesano, l'aumento della frequenza alla messa quotidiana e la recita quotidiana del rosario.
Per facilitare le sue visite alla gente, monsignor Helmsing acquistò un piccolo aeroplano e invitò monsignor John Westhues e padre Thomas Allen a conseguire una licenza di pilota. Alla fine del mandato di monsignor Helmsing, il completamento della Interstate Highway 44 e il continuo lavoro per migliorare la Highway 60, entrambe nell'asse est-ovest, eliminarono la necessità di un aeroplano.
Nel 1956 c'erano 12 consigli dei Cavalieri di Colombo, il più antico dei quali era il St. Ann's Council di Springfield, che nacque il 29 novembre 1903. Il consiglio più giovane venne aperto a Billings il 1º aprile 2004. I Cavalieri di Colombo attualmente hanno 43 consigli con 5 235 membri.
Il coordinamento delle attività di scautismo iniziò nel 1957, quando monsignor Helmsing nominò padre Thomas E. Allen direttore dello scautismo cattolico nella diocesi. Un comitato diocesano e tre consigli locali o di area guidavano le attività: il MO-KAN Council di Joplin, il Southeast Missouri Council di Cape Girardeau e l'Ozark Empire Council di Springfield. Ai ragazzi venivano proposti alcuni distintivi da conquistare, fra cui: 
- Altare Dei Cross Award for Boy Scouts in riconoscimento dell'avanzamento nel contenuto spirituale del metodo scout, come servire fedelmente la messa per due anni o più;
- Parvuli Dei Award (figlio di Dio) per i lupetti in riconoscimento del progresso nella conoscenza religiosa e nella formazione spirituale;
- Marian Award per le Girl Scouts che avessero dimostrato la comprensione di Maria come modello di apertura e spiritualità;
- Saint George Award per gli adulti che avessero prestato un servizio esemplare allo scautismo.

Due iniziative di raccolta fondi contribuirono a far fronte alla sfida di riqualificare gli edifici delle chiese che invecchiavano. Ciò fu possibile grazie alla schiacciante generosità delle persone le cui magnanime donazioni continuano ancora oggi. Il primo appello, che fruttò 80 143 dollari, 20 000 in più rispetto all'obiettivo, vennero utilizzati per finanziare la Extension Society con 30 000 dollari e per costruire chiese a Thayer, Ava e Piedmont e per ristrutturare l'edificio della Sacred Heart Parish School a Springfield che serviva come casa di studi per ragazzi in età scolare che guardavano al sacerdozio. Monsignor Marion Francis Forst, vicario generale della diocesi, fu presidente esecutivo della campagna.
Il vescovo Helmsing trovò un valido collaboratore in monsignor Marion Francis Forst, primo vicario generale della diocesi di Springfield-Cape Girardeau e parroco della concattedrale di Santa Maria a Cape Girardeau per undici anni. Il 6 gennaio 1960 papa Giovanni XXIII lo nominò vescovo di Dodge City. Egli è tuttora l'unico prete nominato vescovo da quando è stata costituita la diocesi.
La seconda e quasi contemporanea raccolta fondi per l'edilizia cattolica di Springfield raccolse 350 000 dollari quando l'obiettivo era di 75 000. Il denaro fu usato per costruire una nuova chiesa e la scuola dell'Immacolata Concezione, una nuova scuola elementare per la cattedrale di Sant'Agnese e altre aule per la St. Agnes High School di Springfield. Grazie ai fondi raccolti fu possibile liquidare il debito della parrocchia di San Giuseppe e ristrutturare i suoi edifici e quelli della parrocchia del Sacro Cuore.
Per controbilanciare il sentimento di isolamento vissuto dai sacerdoti che prestavano servizio in parrocchie molto distanti l'una dall'altra, i giorni mensili di raccoglimento già in atto nei seminari minori di Cape Girardeau e Carthage vennero ampliati per includere opportunità di svago oltre a preghiera, studio ed edificazione. Inoltre venne prestata attenzione all'assegnazione di sacerdoti ai lati est e ovest della diocesi per superare il problema del non conoscersi a vicenda a causa della formazione avvenuta in diversi seminari.
Altre sfide che afflissero la nuova diocesi furono la mancanza di uffici amministrativi e di una residenza vescovile. All'inizio, la diocesi affittò lo spazio al quarto piano del Landers Building di Springfield per ospitare gli uffici del vescovo, del cancelliere, dell'economo diocesano e del segretario del vescovo.
Per i primi quattro anni, su invito delle Suore della Misericordia, il vescovo abitò nell'alloggio del cappellano del St. John Hospital, gestito dalle suore. Poi, nel febbraio 1960, la diocesi acquistò la residenza al 1320 East Walnut per fungere da residenza vescovile. Questa residenza ospitò tutti i suoi successori fino ad oggi.
Un'altra sfida affrontata dalla chiesa di Springfield-Cape Girardeau era l'indisponibilità di un canale regolare per trasmettere insegnamenti autentici e notizie affidabili sulle attività della diocesi e della Chiesa. I cattolici della diocesi e la popolazione in generale seguiva le notizie della diocesi attraverso una pagina dedicata alla diocesi di Springfield-Cape Girardeau nella pubblicazione dell'arcidiocesi di Saint Louis, il St. Louis Review. In seguito padre Leo Nugent divenne l'editore e dal febbraio del 1958 in poi, la pagina includeva sempre una colonna del vescovo. Alla fine padre Quentin Hahn assistette padre Nugent nel raccogliere informazioni e rilasciare comunicati stampa. A quel tempo, i sacerdoti lavoravano nelle loro parrocchie perché non c'era spazio per uffici nella cancelleria.
Per contrastare più direttamente il sentimento anti-cattolico, il progetto Motor Missions e il piano per l'apostolato missionario godette di un sostegno continuo. Gli sforzi della Legione di Maria per l'evangelizzazione furono fortemente promossi da monsignor Helmsing che sostenne la laica Delphine Madill nel suo sforzo di incoraggiare la formazione in ogni parrocchia e missione. I parroci furono anche incoraggiati ad unirsi alle alleanze ministeriali nelle comunità che servivano.
Tra gli altri ostacoli alla gestione efficiente della nuova diocesi, monsignor Helmsing dovette affrontare una grande mancanza di strutture. Non c'erano collegi cattolici, case religiose provinciali e case per ritiri spirituali. Mancavano anche un seminario maggiore e un centro cattolico. In alcuni casi, monsignor Helmsing fu in grado di stabilire nuove strutture sul posto. In altri riuscì a fare solo degli aggiustamenti. Nel febbraio del 1958, la diocesi fondò il consiglio diocesano della gioventù cattolica con padre Eugene Deragowski come direttore. Esso però non aveva un ufficio nella cancelleria. Un anno e mezzo dopo, nell'ottobre del 1959, a Springfield fu fondato in Kings Street, un Newman Club Center per gli studenti cattolici che frequentavano quello che all'epoca si chiamava Southwest Missouri State College. Il seminario dei padri oblati di Carthage veniva utilizzato per i ritiri degli uomini e la Ursuline Academy di Arcadia era il sito per i ritiri per le donne. Gli insegnanti delle scuole cattoliche della diocesi si riunirono per la prima volta a Cape Girardeau e a Springfield nel novembre del 1957, sebbene non fosse ancora disponibile un luogo unico per gli incontri.
Monsignor Helmsing è tuttora l'unico vescovo di Springfield-Cape Girardeau con una precedente esperienza come vescovo. Egli fu un vescovo missionario. Il suo servizio come capo dell'ufficio della Società per la propagazione della fede nell'arcidiocesi di Saint Louis gli risultò utile quando si assunse la responsabilità dei sacerdoti e delle parrocchie nelle regioni orientali del Missouri meridionale, note come missioni del Missouri. Secondo la sua segretaria, Lorine Newell, ora deceduta, era anche un missionario nel suo modo di amministrare: raramente alla scrivania, era sempre in movimento, fuori per "costruire la diocesi". Il suo spirito missionario scaturiva dalla sua semplice, genuina pietà e dalla tremenda devozione alla Chiesa. Ardentemente devoto al Sacro Cuore di Gesù e a Maria, la madre di Gesù, monsignor Helmsing lasciò un segno importante e distinto sul mondo e sulla Chiesa del Missouri.
Il 27 gennaio 1962 papa Giovanni XXIII lo nominò vescovo di Kansas City-Saint Joseph. Al momento del suo trasferimento, monsignor Helmsing stava già preparando la sua partecipazione al Concilio Vaticano II, la cui prima sessione doveva essere convocata in autunno. Portò con sé il futuro cardinale William Wakefield Baum, che all'epoca era vice cancelliere vescovile, come perito. Sebbene sia difficile rintracciare l'attività di monsignor Helmsing nel concilio, alcuni suoi interventi sono registrati in storie e commentari. Durante il dibattito iniziale sullo schema per la liturgia, il De sacra liturgia, fece un intervento sul punto 39, sull'importanza dell'omelia nella liturgia. Mathijis Lamberigts nota che monsignor Helmsing sostenne che l'omelia dovrebbe essere sistematica e teologicamente fondata. Monsignor Helmsing partecipò a tutte e quattro le sessioni del Concilio Vaticano II ed ebbe un ruolo molto influente nella composizione del decreto sull'ecumenismo Unitatis Redintegratio. Nel novembre del 1963 fu eletto con altri otto vescovi nel Segretariato per la promozione dell'unità dei cristiani e lavorò sotto il cardinale Augustin Bea per raccogliere dichiarazioni per il segretariato riguardo allo schema preparatorio. Il risultato fu una relazione di 1 063 pagine pubblicata poi in sei volumi. Ciò aiutò a preparare le revisioni dello schema che vennero poi condivise con i padri conciliari. Al suo ritorno in diocesi sostenne i diritti civili e fu responsabile dell'attuazione dei documenti conciliari nella diocesi.
Nel 1968 il National Catholic Reporter fu ufficialmente condannato da monsignor Helmsing per "la sua politica di crociata contro gli insegnamenti della Chiesa". Da quando il giornale fu fondato, egli aveva fornito gli uffici e i fondi diocesani fino a quando il giornale non fu in grado di trasferirsi nell'edificio dove ha sede ancora oggi. Verso la fine degli anni '60 monsignor Helmsing si oppose in particolare alle posizioni solide del documento sul controllo delle nascite, del celibato ecclesiastico e la critica della gerarchia, citando uno squilibrio nella copertura delle notizie. In quel periodo 66 giornalisti cattolici firmarono una petizione per sostenere le posizioni del National Catholic Reporter.
Il 27 giugno 1977 papa Paolo VI accettò la sua rinuncia al governo pastorale della diocesi.
Morì il 20 dicembre 1993 all'età di 85 anni. Al suo funerale nella cattedrale dell'Immacolata Concezione a Kansas City fu elogiato per le sue molte conquiste per Cristo e la Chiesa. È sepolto nel Resurrection Cemetery di Kansas City.
Nell'autunno del 2006 monsignor Robert William Finn, vescovo di Kansas City-Saint Joseph, organizzò una nuova iniziativa di formazione per la fede degli adulti della sua diocesi. Il Bishop Helmsing Institute offre un programma triennale di formazione nella fede e ha quattro istruttori a tempo pieno.

## Genealogia episcopale
La genealogia episcopale è:
- Cardinale Scipione Rebiba
- Cardinale Giulio Antonio Santori
- Cardinale Girolamo Bernerio, O.P.
- Arcivescovo Galeazzo Sanvitale
- Cardinale Ludovico Ludovisi
- Cardinale Luigi Caetani
- Cardinale Ulderico Carpegna
- Cardinale Paluzzo Paluzzi Altieri degli Albertoni
- Papa Benedetto XIII
- Papa Benedetto XIV
- Cardinale Enrico Enriquez
- Arcivescovo Manuel Quintano Bonifaz
- Cardinale Buenaventura Córdoba Espinosa de la Cerda
- Cardinale Giuseppe Maria Doria Pamphilj
- Papa Pio VIII
- Papa Pio IX
- Cardinale Raffaele Monaco La Valletta
- Cardinale Diomede Angelo Raffaele Gennaro Falconio
- Vescovo Joseph Chartrand
- Arcivescovo Joseph Elmer Ritter
- Vescovo Charles Herman Helmsing